# Далас старси
Далас старси (енгл. Dallas Stars) су професионални хокејашки клуб из Сједињених Америчких Држава, са седиштем у Даласу, Тексас. Клуб се такмичи у Националној хокејашкој лиги (НХЛ) као члан Централне дивизије у Западној конференцији. Своје домаће утакмице играју у Американ ерлајнс центру капацитета 18.000 места.
Тим је првобитно основан 1967. године као Минесота норт старси (енгл. Minnesota North Stars) у граду Блумингтон, у савезној држави Минесота, као један од тимова проширења НХЛ-а. Године 1993, тим се преселио у Далас и преименован је у Далас старси.

## Историја

### Минесота Норт Старс (1967–1993)
Тим је био део великог проширења НХЛ-а 1967. године. Упркос финалу Стенли купа 1981. и неколико солидних сезона, клуб се борио са финансијским проблемима и слабијом подршком публике, што је довело до одлуке да се тим пресели у Далас.

### Далас старси (1993–)
Преласком у Далас 1993. године, клуб је доживео прави процват. Под вођством тренера Кена Хичкока и уз играче попут Мајка Модана, Брет Хала и голмана Еда Белфора, Далас Старси су 1999. године освојили свој први и до сада једини Стенли куп, победивши Бафало сејбрсе у финалу (4:2 у серији), у утакмици која је остала упамћена по „голу у сенци“ Брет Хала.
Након освајања купа, Старси су наставили да се такмиче на високом нивоу почетком 2000-их, али без значајнијих трофеја. Тим је више пута учествовао у плеј-офу, али је улазио у фазу реконструкције током друге половине деценије.
У последњој деценији, Далас је поново изградио конкурентан тим, предвођен звездама као што су Џејми Бен, Тајлер Сегин, Миро Хејсканен и голман Џејк Отеринџер. У сезони 2019/20, Далас Старси су стигли до финала Стенли купа, али су изгубили од Тампа Беј лајтнинга.
У сезони 2023/24, тим је поново био близу финала, стигавши до финала Западне конференције, али су поражени од Едмонтон ојлерса (4:2 у серији).

## Трофеји
- Национална хокејашка лига (НХЛ):
  - Првак (1) : 1998/99.

- Президент трофеј:
  - Првак (2) : 1997/98, 1998/99

- Западна конференција:
  - Првак (3) : 1998/99, 1999/00, 2019/20

- Дивизија:
  - Првак (9) : 1996/97, 1997/98, 1998/99, 1999/00, 2000/01, 2002/03, 2005/06, 2015/16, 2023/24